# William Patrick Hitler
William Patrick (Willy) Hitler, later William Patrick (Willy) Stuart-Houston, (Liverpool, 12 maart 1911 - Patchogue (Long Island), 14 juli 1987) was de zoon van Alois Hitler Junior en Bridget Dowling. Hij had tussen 1920 en 1942 ook een jongere halfbroer, Heinz Hitler.

## Levensloop
Williams vader emigreerde begin 20e eeuw naar Ierland en vestigde zich later in Liverpool. Kort na Williams geboorte verliet vader Alois het gezin en ging naar het Europese vasteland. Als gevolg van het uitbreken van de Eerste Wereldoorlog lukte het Alois voorlopig niet meer om weer contact met zijn vrouw en kind te krijgen. Zodoende werd William alleen door zijn moeder opgevoed. Op verzoek van Alois werd William in 1929 door zijn moeder naar de toenmalige Weimarrepubliek gestuurd.
William Hitler werkte enige tijd in Londen als boekhouder. Toen zijn oom Adolf in nazi-Duitsland aan de macht kwam, gaf hij zijn baan op en ging naar Duitsland in de hoop op wat meer perspectief. Zijn oom regelde een baan voor hem bij de Reich Credit Bank. Later werkte William bij Opel en enige tijd als autoverkoper. Hij bleef echter ontevreden over zijn leefsituatie en begon zijn oom te chanteren door te dreigen diens persoonlijke geheimen publiek te maken. William keerde uiteindelijk naar Engeland terug. Hij bleef nog een tijdje doorgaan met het chanteren van zijn oom door over voornoemde een aantal zeer negatieve artikelen te schrijven; zo beweerde William dat Alois Hitler sr. van joodse afkomst zou zijn. Voor het tijdschrift Look schreef hij een artikel getiteld Why I Hate my Uncle.
In 1939 vertrok William met zijn moeder naar Amerika op uitnodiging van William Randolph Hearst en strandde daar tijdens het uitbreken van de Tweede Wereldoorlog. In 1944 meldde William Hitler zich vrijwillig aan bij de United States Navy en het Naval Medical Corps en ging naar Sunnyside, een wijk van New York. Aanvankelijk wisten de Amerikaanse autoriteiten niet wat te doen met William Hitlers aanmelding; toen William zichzelf voorstelde bij het rekruteringskantoor, antwoordde de officier met "Goed je te zien Hitler, mijn naam is Hess" (Gale K. Hess). Uiteindelijk werd hij toch toegelaten en heeft men zelfs propagandafilms gemaakt met William. William raakte gewond en werd onderscheiden met het Purple Heart.
William vertrok in 1947 uit het leger. Na de oorlog heeft hij diverse malen zijn achternaam veranderd: eerst Chamberlain naar Houston Stewart Chamberlain, daarna Houston-Stewart, Stewart-Houston en twee jaar later Stuart-Houston. Hij is ook nog diverse malen verhuisd.
William Hitler had met zijn vrouw Phyllis Jean-Jacques (1923 of 1925 - 2 november 2004), met wie hij in 1947 trouwde, vier kinderen: Alexander (1949), Louis (1951), Howard (1957-1989, was als enige van de vier broers getrouwd en stierf bij een auto-ongeluk) en Brian (1965). Opmerkelijk genoeg had de oudste zoon als tweede voornaam 'Adolf', hoewel William zich hartgrondig had afgekeerd van zijn oom.
William overleed in Patchogue op Long Island. Hij ligt begraven op het Holy Sepulchre Cemetery, een katholieke begraafplaats in Coram (Suffolk County), naast zijn moeder die in 1969 overleed.

## In de media
Sinds de jaren 70 zijn er verschillende boeken verschenen over William Patrick Hitler en zijn naaste familie, waarbij men zich ook op memoires van Williams moeder baseerde. In oktober 2005 bracht The History Channel een documentaire uit genaamd Hitler's Family, waarin met name William centraal stond.
In april 2006 werd er in New York een theatervoorstelling over zijn leven genaamd Little Willy opgevoerd, geschreven door Mark Kassen.